# Blabicentrus bellus
Blabicentrus bellus là một loài bọ cánh cứng trong họ Cerambycidae.